# Ocean City Open
L'Ocean City Open è stato un torneo di tennis facente parte del Grand Prix giocato nel 1977 a Ocean City negli Stati Uniti su campi in cemento.

## Albo d'oro

### Singolare
| Anno | Vincitore        | Finalista   | Punteggio     |
| ---- | ---------------- | ----------- | ------------- |
| 1977 | Vitas Gerulaitis | Robert Lutz | 3–6, 6–1, 6–2 |

### Doppio
| Anno | Vincitore                          | Finalista                 | Punteggio |
| ---- | ---------------------------------- | ------------------------- | --------- |
| 1977 | Aleksandre Met'reveli Bill Scanlon | John McEnroe Cliff Richey | 7–6, 6–3  |